# Doketisme
Doketisme (afledt af gr. dokein 'synes') er en retning inden for kristendommen, der i dets kristologi lærte, at Jesus, Guds Søn, kun tilsyneladende blev et menneske og dermed også kun tilsyneladende døde og led. Kristi krop var altså kun en illusion, hvorimod Jesus selv var ren ånd. Denne retning bærer gnostiske træk, der ser alt fysisk som ondt, og derfor, ræsonnerer de, ville Gud aldrig påtage sig en fysisk krop og dø fysisk.
Doketismen og dens tilhængere, doketer, blev afvist på de økumeniske konciler og døde ud i løbet af det første årtusinde. Katharerne og andre gnostiske bevægelser inkorporerede forskellige doketiske elementer i deres tro, men blev senere udslettet under inkvisitionen mod katharerne, der startede i 1209.